# Храм Мира
Про деревянную лютеранскую церковь см. Храм Мира (Явор)
Храм Мира (лат. Templum Pacis), также известный как Форум Веспасиана (лат. Forum Vespasiani) — один из императорских форумов, примыкавших с северо-востока к Римскому форуму и служивших вместе с ним центром общественной жизни Древнего Рима. Был сооружён в 71—75 гг. н. э. при императоре Веспасиане в честь победы в Первой Иудейской войне.
Вопреки названию, в Храме не проводились религиозные службы, он выполнял иные функции, например, служил библиотекой, художественным музеем, банком, канцелярией префекта. В нём были выставлены золотые украшения, вывезенные из Иерусалима.
Храм Мира имел размеры 110 × 135 м. В отличие от других форумов, открытое пространство внутри Храма Мира не было полностью замощено. На нём располагалось множество крупных клумб прямоугольной формы. Существует предположение, что это было подобие ботанического сада с собранием экзотической флоры со всех концов империи.
Храм Мира пострадал от пожара в 192 г. н. э., был восстановлен при Септимии Севере. Окончательно разрушен в 410 г. во время разграбления Рима вестготами под предводительством Алариха I и после этого не восстанавливался.
К настоящему времени примерно половина территории храма погребена под проспектом Виа деи Фори Империали и прилегающей к нему городской застройкой.
На внутренней стене храма фрагментами сохранился мраморный план Рима — монументальный (18×13 м) план города, созданный в эпоху Септимия Севера в 203—211 годах. Любопытно, что долгое время останки этого плана служили основным источником информации и о планировке самого храма Мира.